# Giornico
Giornico (antiguamente en alemán Imis) es una comuna suiza del cantón del Tesino, situada en el distrito de Leventina, círculo de Giornico. Limita al norte con las comunas de Anzonico y Cavagnago, al este con Sobrio y Bodio, al sur con Personico, al suroeste con Frasco, y al oeste con Chironico.

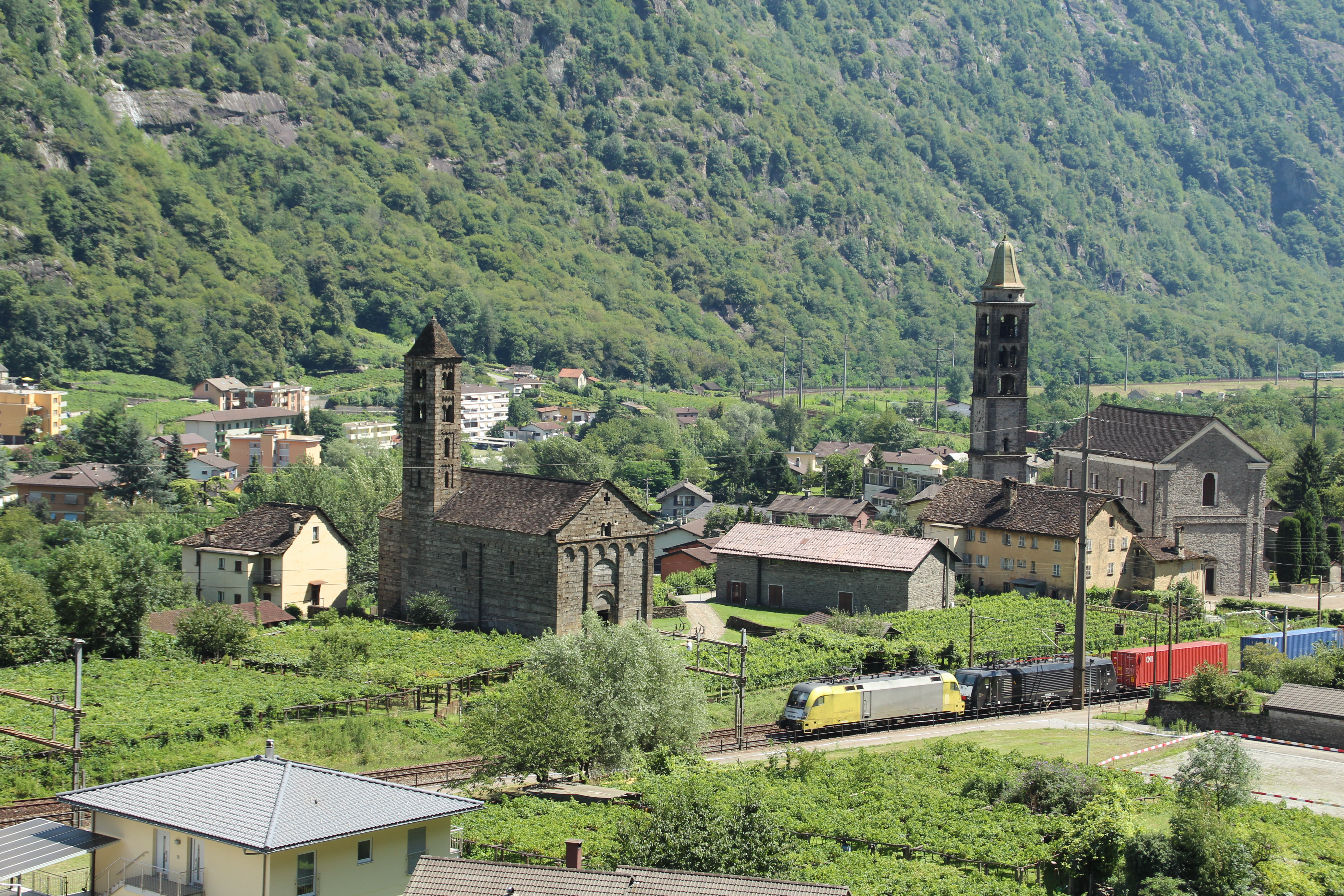
Giornico